# Selenistis annulella
Selenistis annulella là một loài bướm đêm trong họ Noctuidae.